# Gorri

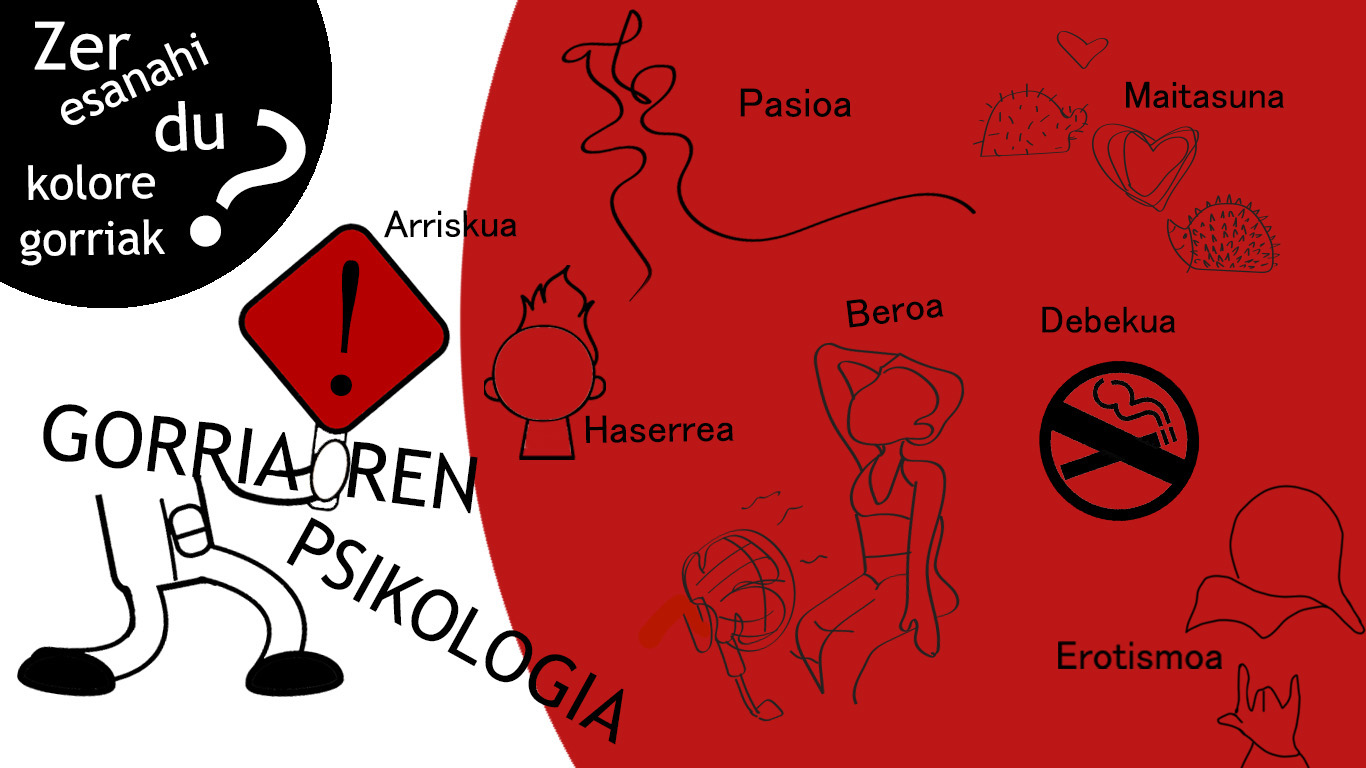
La psychologie du rouge: le danger, l'interdit, l'amour, la passion, la colère, l'érotisme et la chaleur.

Gorri qui signifie « rouge » en basque est une couleur très présente au Pays basque. On retrouve cette couleur dans toutes les sphères de la vie des Basques, tant institutionnelle (drapeau basque) qu'historique (carlisme), géologique (hareharri gorri), architecturale (style néobasque), etc. Mais gorri a surtout servi à construire des toponymes faisant référence à des animaux ou des montagnes (Baigorri), des patronymes (Etxegorri), à créer depuis la préhistoire des divinités et des génies de la mythologie basque (Txikigorri) et même de nos jours, des marques de vin ou une variété du piment d'Espelette (Gorria).
Sur le plan linguistique, il semblerait que gorri englobait la gamme chromatique sur une partie des tonalités orange (fauve) et jaunes. D'un point de vue symbolique, comme dans le reste du monde, le rouge, comme toutes les autres couleurs, est ambivalent. Il y a de bons rouges et de mauvais rouges. Cependant, comparé aux autres couleurs, le rouge a plusieurs points de repère principaux qui sont le feu, le sang, l'amour et l'enfer.

## Terminologie

### Étymologie
Selon les experts, la racine *gor et le suffixe du participe *-i doivent être séparés dans la composition du mot, comme c'est également le cas dans certains noms de couleurs espagnols proches (voir en espagnol morado). Ce n'est pas surprenant, étant donné que le moyen habituel de créer des adjectifs est l'utilisation du participe (comme les noms des couleurs jaune et blanc en basque),.
La racine a un lien direct avec le mot gor, qui est encore utilisé aujourd'hui, et son redoublement gogor- (dur). Ainsi, et considérant toutes les significations de ce mot, les linguistes ont conclu qu'il pouvait avoir un sens supposé proche de « dur », et de là, entre autres, « (couleur) dur, vif » > «gorri». Henri Gavel a suggéré le sens intermédiaire « flétri, sec », d'où pourrait provenir « la couleur des choses flétries » > « gorria ».

### Définition
Gorri signifie « rouge » en basque. Il a plusieurs sens ou significations différentes selon le contexte, on le qualifie de polysémique.
Contrairement aux couleurs laranja (orange), berde (verte), arrosa (rose) et more (mauve) qui sont d'origine latine, gorri (rouge), zuri (blanc), beltz (noir), hori (jaune) et urdin (bleu) sont des couleurs anciennes et en usage depuis fort longtemps. Même si l'introduction des couleurs d'origine latine a changé le champ chromatique original, certaines valeurs sémantiques des mots anciens, conservées travers les siècles, laissent apparaître une structure archaïque, différente des langues voisines.

### Une sémantique propre
Il semblerait que certaines couleurs comme l'orange, le jaune, le roux étaient dans le champ lexical de gorri. Voici plusieurs exemples
- Le jaune d'œuf se dit gorringo[a] alors qu'il est plutôt jaune ou orange[2].
- Le mot abelgorri (= bête à poil fauve), composé de abere (animal) + gorri. Là encore le mot gorri recouvre une zone spectrale qui comprend nettement les franges orange.
- Les cheveux roux et la barbe rousse (Bizargorri) sont rouges en basque[2].
- Le tabac blond ou la cigarette blonde est rouge (tabako gorri)[6]. Des documents prouvent que cette valeur sémantique, éloignée du rouge normal, est aussi très ancienne[2].
- Le terme mingorri signifie Jaunisse, dont la caractéristique n'est pas le rouge mais le jaune[7].
- D'autres termes peuvent être surprenants comme le fait d'être nu (larru gorritan littéralement « en peau rouge », un rocher nu (haizkorri littéralement « rocher rouge »), de se coucher par terre (lur gorrian etzan littéralement « s'allonger sur la terre rouge[2]. »), d'être vide (kale gorria littéralement « la rue rouge ») ou menstruée (gorri egon littéralement « être rouge[6] »).

### Autres définitions
Ardo gorria signifie littéralement « le vin rouge » en basque et correspond au « vin rosé » en français, alors que Ardo beltza littéralement « le vin noir » correspond au « vin rouge ». 
En politique, le rouge est « un communiste, de gauche, gauchiste, révolutionnaire ».
Comme adjectif il peut signifier vif, vive, cru, sanglant, atroce, intense, terrible, extrême, rigoureux, rude, noir comme la misère noire (miseria gorri), violent comme un vent violent (haize gorri) ou froid comme un hiver froid (negu gorri).
Le rouge est aussi utilisé dans plusieurs expressions comme le fait d'insulter (gorriak esan littéralement « dire des rouges ») ou traverser de grandes difficultés (gorriak ikusi/igaro littéralement « passer des rouges »).

## Contexte historique

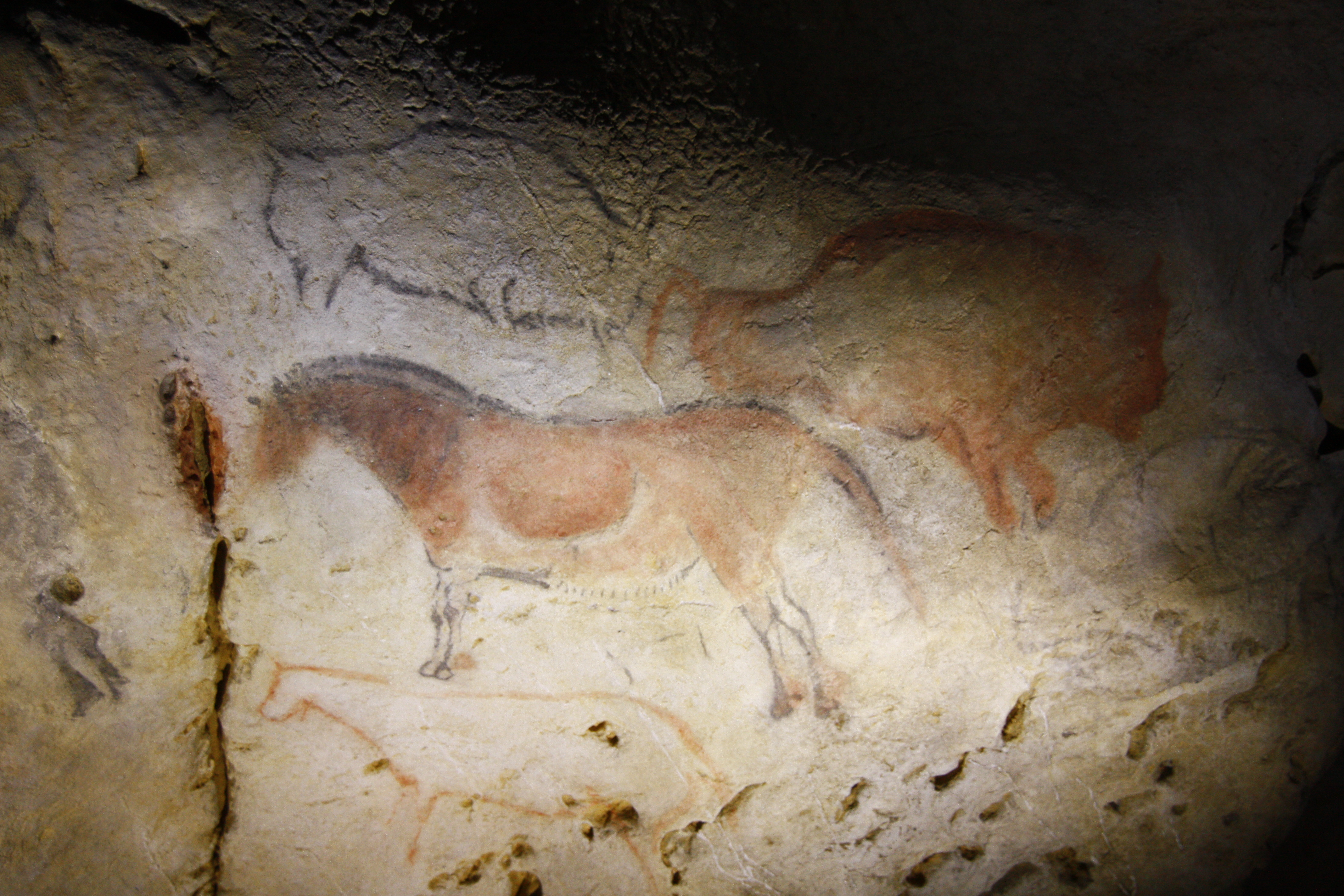
Peintures rupestres d'un Zaldi dans la grotte d'Ekain.

Parce qu'il attire l'œil et peu présent dans la nature, le rouge tranche avec l'environnement. Très tôt, l'homme a pu maîtriser les pigments rouges et l'utiliser en peinture et en teinture. Dès - 30 000 ans, l'art paléolithique utilise le rouge, obtenu notamment à partir de la terre ocre-rouge, et au néolithique, la garance des teinturiers est utilisé pour teindre les vêtements. Certains métaux, comme l'oxyde de fer ou le sulfure de mercure en chimie.
Au Moyen Âge, Les seigneurs bénéficient donc toujours d'une couleur de luxe obtenu grâce au kermès. Les paysans, eux, peuvent recourir à la vulgaire garance, qui donne une teinte moins éclatante. À partir des XIIIe et XIVe siècles, le pape, jusque-là voué au blanc, se met au rouge. Les cardinaux, également et au même moment, on peint des diables rouges sur les tableaux et, dans les romans.
Dans la vie quotidienne, il est pourtant discret car les objets sont rarement rouges. mais la symbolique a perduré: les panneaux d'interdiction, les feux rouges, le téléphone rouge, l'alerte rouge, le carton rouge, la Croix-Rouge, etc. Tout cela dérive de la même histoire, celle du feu et du sang.

## Onomastique

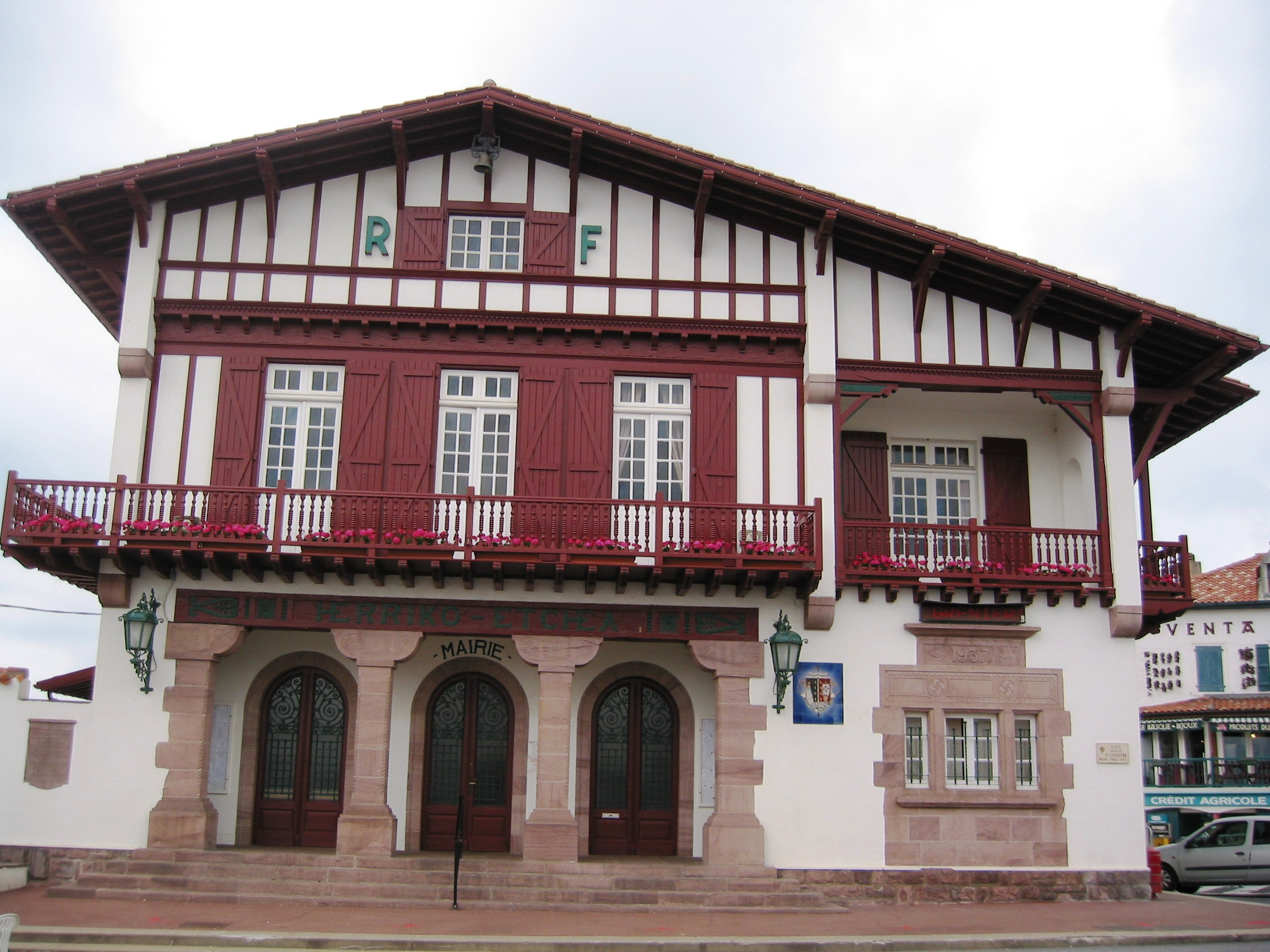
Maison basque avec pans de bois apparents et des pierres de grès rouges. Ce rouge soi-disant « basque » aurait été à l'origine du sang de bœuf qu'on utilisait pour enduire les pièces de bois et protéger des insectes et du pourrissement.

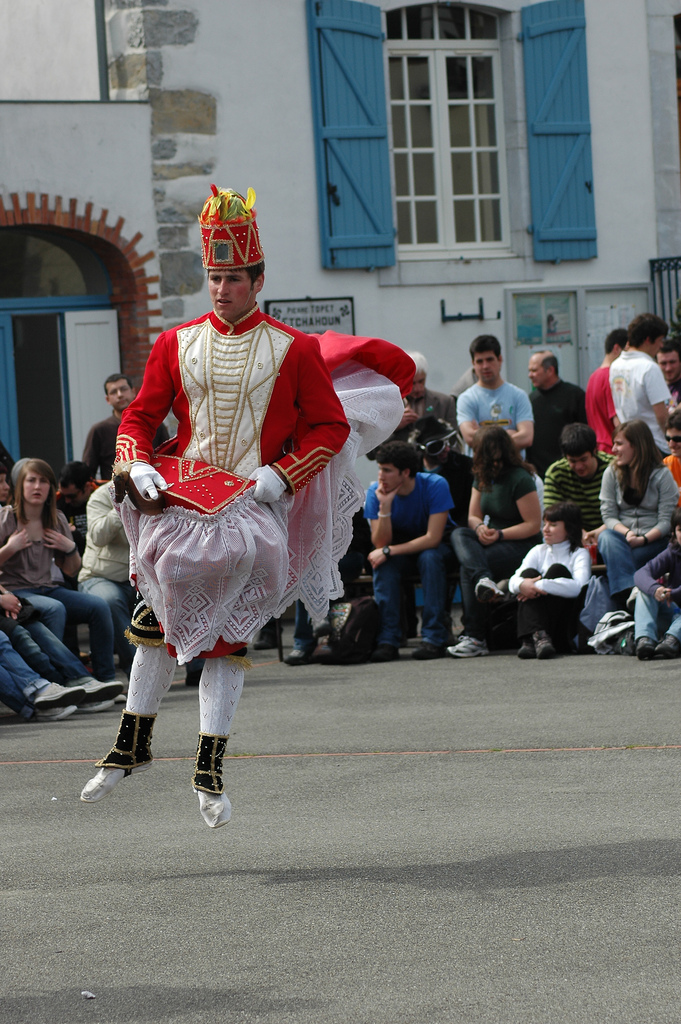
Zamalzain, personnage des mascarades souletines.

### Toponymes
Les villages d'Arrigorriaga, Saint-Étienne-de-Baïgorry, Baigorri (quartier d'Oteiza), Elgorriaga, Gorriti, Iratzagorria, Mendigorria, Tolgorria, Colatigorria, Guirigorria, Lazagurría, Azkorria, Mendigurria, etc. Plusieurs de ces endroits sont "rouges" mais d'autres "nus".
Les massifs d'Aizkorri, d'Arrigorrieta ou d'Otsogorrigaña, les monts d'Arrigorrista, Tologorri, Andrelorriaga, Arrigorrieta, Illarragorri, Otsogorrigaña, Tangorri, Txaradigorri, Urakorri, Aizkorri, Idokorri, etc.

### Patronymes
Les patronymes basques sont presque toujours des toponymes qui désignent des noms de village, de lieux-dits, de hameaux, de vallées, de montagne, mais le plus souvent le noms de maisons.
Adagorri, Agorria, Algorri, Andagorri, Aragorri, Bagorry (Bagorri), Baigorritegui (Baigorritegi), Baigorrotegui (Baigorrotegi), Baygorri (Baigorri), Baygourry (Baigorri), Belagorri, Belhagorry (Belhagorri), Bidagorry (Bidagorri), Bidegorri, Bidegorrieta, Bidegorry (Bidegorri), Bizargorriarena, Boustingorry (Buztingorri), Burogorri (Burugorri), Burugorri, Bustingorri (Buztingorri), Bustingorry (Bustingorri), Buztingorri (Buztingorri), Echegorri (Etxegorri), Echenagorria (Etxenagorria), Eguigorri (Egigorri), Elgorri, Elgorriague (Elgorriaga), Erlogorri, Errecagorri (Errekagorri), Etchegorry (Etxegorri), Galzagorri (Galtzagorri), Garagorri, Garaigorri, Gorri, Gorria, Gorriaga, Gorrialde, Gorriaran, Gorriarena, Gorrichategui (Gorritxategi), Gorricho (Gorritxo), Gorrichu (Gorritxu), Gorrindo, Gorrino, Gorriño, Gorriñogoitia, Gorrio, Gorrioechebarria (Gorrioetxebarria), Gorriola, Gorrita, Gorritiberea, Gorritz, Gorriz (Gorritz), Gorrizco (Gorrizko), Ibarragorri, Inagorri, Iragorri, Iraragorri, Irarragorri, Iriagorri, Iturrigorria, Juangorri, Landergorrieta, Larragorri, Ligorri, Ligorria, Loigorri, Marigorrirena, Mendigorri, Miguelgorry (Migelgorri), Miguelgorry-Aurnague (Migelgorriaurnaga), Muñagorri, Musugorri, Ondalgorri, Ourgorry (Urgorri), Pagadigorria, Pagaduigorria, Perugorria, Recagorri (Errekagorri), Recagorri (Rekagorri), Teillagorry (Teillagorri), Urgorry (Urgorri), Vizargorri (Bizargorri), Vizargorriarena (Bizargorriarena), Zuazolazigorriaga (Zuatzolazigorriaga), etc,.

## Mythologie
Selon Claude Dendaletche, le rouge (gorri), le noir (beltz) et le blanc (zuri/xuri) sont des couleurs qui font partie du « spectre chromatique de la civilisation des montagnes basques », qui sont en lien avec la mythologie basque. À travers des couleurs démoniques par excellence que sont le rouge et le noir, en opposition avec le blanc, ce spectre de couleur sert à construire des toponymes faisant référence à des animaux (Behigorri, Aatxegorri, Akerbeltz) ou à des montagnes (Otxogorrigaina, Lurgorri, Harranbeltz). Peut-être s'agit-il de conjurer ainsi les dangers liés à ces lieux.
Ce spectre de couleur est repris à travers les légendes. Par exemple dans un conte publié par Manuel Díaz de Arcaya en 1898, Txekorgorri est un génie à la forme de veau rouge. Il habite dans certaines cavernes enchâssées dans un ravin non loin d'Okina. Une obscure ouverture donne accès à une très profonde cavité, informe et lugubre et dont on ne connaît pas le fond. Il s'y cache un veau d'or massif d'une valeur inappréciable, à l'abri de la cupidité des hommes, et ce grâce à une cohorte d'êtres diaboliques qui veillent sur lui. Personne n'osait s'approcher du gouffre entre deux crépuscules mais tous avaient vu apparaître, au débouché de l'antre, des animaux aux allures de bêtes fauves, de subtiles divinités enveloppées de manteaux blancs immaculés, et même le Basajaun qui rendait visite aux gardiens du trésor afin de s'assurer qu'ils accomplissaient bien leur mission. On retrouve le champ chromatique avec la couleur rouge dans les êtres maléfiques, le noir dans la noirceur du lieu et le blanc chez des êtres bienveillants. Les mêmes repères de couleurs concordent partout en Europe comme par celle du Petit Chaperon rouge
Dès la Préhistoire, dans la mythologie pyrénéenne, le terme gorri est présent chez plusieurs divinités. Baigorrix, dont le nom est à la croisée entre le proto-euskarien ibai gorri signifiant « rivière rouge »,, et du celtique rix, roi.. Plusieurs autres divinités proto-basques ont aussi une racine avec la couleur rouge telle que Herauscorritsehe, Ilurgorri et Lurgor.
À l'Antiquité déjà, on admire le rouge et on lui confie les attributs du pouvoir, c'est-à-dire ceux de la religion et de la guerre. Le dieu Mars, les centurions romains, certains prêtres... tous sont vêtus de rouge. Par la suite, on ne peut pas ignorer l'influence du christianisme primitif chez les Basques et les créatures des récits, car comme le souligne Michel Pastoureau, le christianisme « a formalisé une symbolique si forte qu'elle perdure aujourd'hui. Le rouge feu, c'est la vie, l'Esprit saint de la Pentecôte, les langues de feu régénératrices qui descendent sur les apôtres; mais c'est aussi la mort, l'enfer, les flammes de Satan qui consument et anéantissent. Le rouge sang, c'est celui versé par le Christ, la force du sauveur qui purifie et sanctifie; mais c'est aussi la chair souillée, les crimes (de sang), le péché et les impuretés des tabous bibliques. » Dans l'Ancien Testament, le rouge y est associé tantôt à la faute et à l'interdit, tantôt à la puissance et à l'amour. La dualité symbolique est déjà en place.
Par conséquent, on retrouve dans la mythologie basque un nombre assez conséquent de génies ou de créatures, le plus souvent malfaisantes ou associées au diable, avec gorri comme suffixe. Les plus connus sont Behigorri, Zaingorriak , Jaunagorri, Aatxegorri, Galtzagorri ou Prakagorri, Zezengorri, Ximelgorriak, Txiki gorri...etc,.

## Paysages et géologie

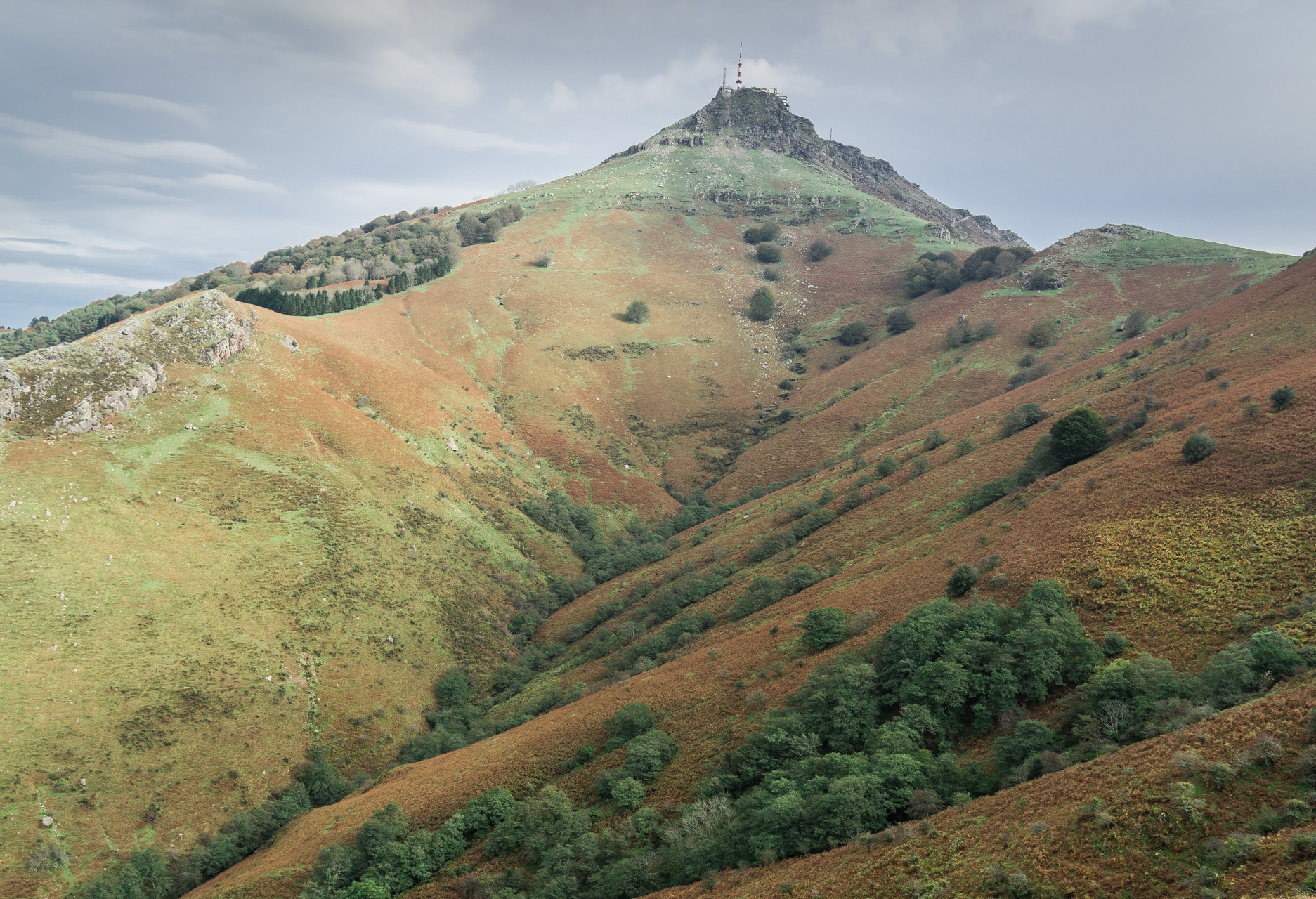
Sur La Rhune, un grès rouge de type vosgien se trouve depuis le sommet en descendant vers les flancs.

Le paysage basque avec ses couleurs rouges ne serait pas ce qu'il est sans le Permo-Trias, extinction massive survenue il y a environ 252 millions d'années (Ma) marquée par la disparition de 95 % des espèces marines et de 70 % des vertébrés terrestres. Avec ses puissants dépôts détritiques de teinte rouge qui se sont accumulés, le rouge auréolent les massifs primaires des montagnes basques.
les assises de base, représentées par des grès et des conglomérats a galets de quartzite, sont très résistants a l'érosion et constituent généralement d'importants ressauts dans la morphologie (col d'Iparla), tandis que les niveaux gréso-argileux plus tendres déterminent des formes en croupes arrondies et sont porteurs de vigoureuses fougères vertes ou rousses suivant la saison. Les sédiments continentaux rouges du Permien restent avec discordance sur les couches transitoires. Elle montrent une grande variabilité des épaisseurs et peuvent atteindre 800, voir 1 000 mètres.
Les falaises du littoral basque constituent d'exceptionnels affleurements du fait de leur évolution continuelle sous l'effet de l'érosion océanique. Les argiles rouges ou bariolées du Keuper représentent les terrains les plus anciens de la côte basque.